# Merano Open
Il Merano Open era un torneo dell'ATP che si è svolto solo nel 1999.Si giocava a Merano in Italia su campi in terra rossa.

## Albo d'oro

### Singolare
| Anno | Vincitore        | Finalista    | Punteggio      |
| ---- | ---------------- | ------------ | -------------- |
| 1999 | Fernando Vicente | Hicham Arazi | 6-2 3-6 7-6(1) |

### Doppio
| Anno | Vincitori                       | Finalisti                        | Punteggio  |
| ---- | ------------------------------- | -------------------------------- | ---------- |
| 1999 | Lucas Arnold Ker / Jaime Oncins | Marc-Kevin Goellner / Eric Taino | 6-4 7-6(1) |